# Episodi di The Lovers (serie televisiva 2023)
la prima stagione della serie televisiva The Lovers è stata trasmessa il 7 settembre 2023 dall'emittente televisiva Sky Atlantic. In lingua italiana è stata trasmessa dal 4 novembre 2023 dall'emittente televisiva Sky Serie
| nº | Titolo originale | Titolo italiano | Prima TV UK      | Prima TV Italia |
| -- | ---------------- | --------------- | ---------------- | --------------- |
| 1  | Episode 1        | Episodio 1      | 7 settembre 2023 | 4 novembre 2023 |
| 2  | Episode 2        | Episodio 2      | 7 settembre 2023 | 4 novembre 2023 |
| 3  | Episode 3        | Episodio 3      | 7 settembre 2023 | 4 novembre 2023 |
| 4  | Episode 4        | Episodio 4      | 7 settembre 2023 | 4 novembre 2023 |
| 5  | Episode 5        | Episodio 5      | 7 settembre 2023 | 4 novembre 2023 |
| 6  | Episode 6        | Episodio 6      | 7 settembre 2023 | 4 novembre 2023 |